# Carlos María Martínez García
Carlos María Martínez García (Valencia, 15 de agosto de 1952) es un político socialista, sindicalista, y activista español, primer secretario de Alternativa Socialista y expresidente de Attac.

## Biografía
Trabajó como metalúrgico y como trabajador portuario en el Puerto de Valencia. Durante la dictadura franquista fue arrestado en dos ocasiones por su actividad política y sindical. Se licenció en ciencias políticas por la Universidad de Granada.
Su ideología socialista le lleva a afiliarse al PSOE, por el que llega a ser teniente de alcalde de Santa Fe (Granada) en 1981. Sería también miembro de la Diputación Provincial de Granada y alcalde accidental de Santa Fe.
Como politólogo, compagina su trabajo para diferentes organismos gubernamentales con su activismo social en organizaciones como Attac España, de la que llega a ser vicepresidente en 2006 y presidente en 2008. 
Tras mantener durante 30 años posiciones críticas de izquierda dentro del PSOE, rompe con este partido a consecuencia de la reforma del artículo 135 de la Constitución española.
En 2013 participa en la creación de Alternativa Socialista —una escisión del PSOE por la izquierda que defiende la vuelta a los orígenes del socialismo democrático, apostando por el republicanismo y la superación del sistema capitalista—, y es elegido coprimer secretario de dicha formación, junto a Ana Barba.
En las elecciones europeas de 2014, Alternativa Socialista concurre junto a Izquierda Unida y otras formaciones políticas en la lista La Izquierda Plural, formando Carlos Martínez parte de esa lista.
En abril de 2018 comienza un proceso para articular un nuevo partido socialista estatal, mediante la unión de diferentes personas, plataformas y partidos de ideología socialista ya existentes. Nace así el Partido Socialista Libre Federación, del que Carlos Martínez sería elegido secretario general.